# 연산군 (1987년 영화)
"연산군"은 1987년 공개된 대한민국의 영화이다. 1936년 매일신보에 연재하였던 박종화의 소설 '금삼의 피' 가 원작이며 갑자사화를 토대로 폐비 윤씨를 잊지못하는 연산군의 일대기를 그렸다.  

## 스토리
조선왕조 대비인 인수대비는 중전 윤씨가 임금 조선 성종의 용안(龍顔)을 손톱으로 할퀴어서 상처를 입혀놓은 죄에 대해서 분노하여 임금에게 당장 중전을 폐위시키라고 요청하고 인수대비를 따르는 신하들의 요구가 빗발치면서 결국 성종은 중전을 폐위시키고 중전 윤씨는 폐비가 되어서 사가로 돌아가게 된다. 
세자인 융(후에 연산군)은 부왕(父王)인 성종과 양모이자 성종의 계비인 정현왕후 그리고 할머니인 인수대비를 따르고 존경하지만 인수대비는 융이 폐비 윤씨의 더럽고 사악한 대물림을 이어받은 혈통이자 후에 사화를 일으킬지 모르는 존재라고 하여서 임금에게 폐세자를 요청하지만 임금인 성종은 너그럽게 넘기며 세자를 감싸게 된다. 그러나 여전히 생모를 그리워하는 듯한 세자의 모습을 지켜보고 있는 인수대비는 세자를 극도로 경계하게 되지만 성종이 와병신세를 지고 결국 붕어(崩御, 임금이 세상을 떠남)를 하게 되면서 슬픔에 잠기게 되는데.... 
조선왕조 10대 국왕으로 즉위한 연산군은 즉위하자마자 생모인 폐비 윤씨의 묘소에 사당을 세우고 지위를 격상하겠다고 하였지만 대부분 신하들은 선왕(조선 성종)의 유훈을 어기는 행동이라며 반대하였고 인수대비는 선왕인 성종의 유훈에 따라 100년이 지나도 폐비의 일에 관해서는 관여하지 말으라며 폐비 윤씨 지위를 격상하는데 반대한다. 이에 맞서 연산군은 대궐 안에서 신하들을 모으며 잔치를 열게 되고 어머니를 그리워하는 마음을 생각하며 궁궐의 상궁나인들을 집합시켜서 뜬금없이 알을 품으라는 어명을 내린다. 
그리고 제안대군의 집에 미행차 들리던 중 장녹수를 만나게되면서 그녀의 모습에 반하여 사랑을 나누게 되지만 여전히 생모에 대한 그리움에 사무쳐서 녹수의 도움으로 생모인 폐비 윤씨를 모셨다는 임상궁을 통해서 폐비의 과거사를 알게된다.  
한편 인수대비는 폐비 윤씨의 어머니이자 연산군의 외할머니인 신씨를 살해하기 위해 암살자들을 보내지만 이미 장녹수가 밀파한 호위무사에 의해서 실패하게 된다. 그리고 인수대비의 암살로부터 구사일생으로 목숨을 건진 신씨는 마침내 손자인 연산군을 만나게되고 연산군은 외할머니 신씨와 처음으로 마주하며 상봉을 하게 된다.  
신씨로부터 생모의 과거사를 듣게 된 연산군은 흥분과 분노에 북받쳐 성종의 후궁인 엄귀인과 정귀인을 철퇴로 죽이고 이를 목격하여 따지는 인수대비에게 충격을 주며 실신하게 만든다.    

## 배역
- 이대근 : 연산군 역
- 강수연 : 장녹수 역
- 정혜선 : 인수대비 역
- 최무룡
- 선우은숙 : 폐비 윤씨 역
- 남궁원 : 성종 역
- 전무송 : 제안대군 역
- 정애란 : 신씨 역
- 조현이
- 윤예령
- 이인옥
- 남포동
- 최성관
- 국정환
- 윤일주
- 조혜수
- 임해림
- 김기범
- 이해룡
- 주상호
- 문미봉
- 홍윤정
- 조학자
- 박예숙
- 양택조
- 오경주
- 박부양
- 최두열
- 심재원
- 신찬일
- 권일수
- 이예성

### 내레이션
- 성우 이강식

## 수상
- 1987년 제26회 대종상
  - 촬영상 - 이성춘
  - 음악효과상 - 이재희